# Эмануэль, Ари
Ариэль Зев Эмануэль (англ. Ariel Zev Emanuel; род. 29 марта 1961, Чикаго) — американский бизнесмен, генеральный директор Endeavor, развлекательного и медийного агентства, которому принадлежит UFC и WWE. Он был партнером-основателем Endeavor Talent Agency и сыграл важную роль в организации его слияния с William Morris Agency в июне 2009 года.
За годы карьеры Ари Эмануэль представлял интересы таких голливудских знаменитостей, как
Майкл Мур, Мартин Скорсезе, Пол Томас Андерсон, Марк Уолберг, Лэрри Дэвид, Джуд Лоу, Стив Бушеми, Крис Рок, и других.

## Ранняя жизнь
Эмануэль родился в еврейской семье в Чикаго, вырос в Уилметте, Иллинойс. Эмануэль — брат бывшего мэра Чикаго Рама Эмануэля, американского онколога и биоэтика Эзекиля Эмануэля; их сестра — Шошана Эмануэль была удочерена. Его отец, уроженец Иерусалима доктор Бенджамин М. Эмануэль, педиатр в 1930-х и 1940-х годах. Его мать, Марша Эмануэль (урожденная Смулевиц), была активисткой движения за гражданские права и одно время владелицей рок-н-ролльного клуба в районе Чикаго. В третьем классе школы у Ари диагностировали СДВГ и дислексию. Помимо школы, его мать проводила много часов, помогая ему научиться читать. Она нанимала репетиторов и частных преподавателей, чтобы давать ему частные уроки чтения на дому.
В 1996 году Эмануэль женился на Саре Хардвик Аддингтон; у них трое сыновей. После 20 лет брака Эмануэль подал на развод в окружной суд Лос-Анджелеса, сославшись на «непримиримые разногласия». В мае 2022 года он женился на модельере Саре Штаудингер, основательнице лос-анджелесского бренда STAUD.

## Карьера
До основания Endeavor Эмануэль был партнером в InterTalent и старшим агентом в ICM Partners (ICM).
Эмануэля называют могущественным и влиятельным игроком в Голливуде. Эмануэль и Патрик Уайтселл, исполнительный директор WME, были включены в список лучших бизнесменов года по версии журнала Fortune. В статье об Эмануэле, опубликованной в мае 2013 года, Fortune назвал его «одним из самых мощных орудий в консолидирующемся бизнесе развлечений».
Отношения Эмануэля со своими клиентами, а также его авторитет в индустрии привели к тому, что на протяжении многих лет его имя пародировали и высмеивали, в том числе персонаж Боба Оденкерка Стиви Грант в «Шоу Ларри Сандерса» и Ари Голд, которого сыграл Джереми Пивен в телешоу HBO «Красавцы». В 2011 году Эмануэль вместе с Шоном Паркером и Оливером Лакеттом стал соучредителем TheAudience.
С сентября 2007 года Эмануэль является членом совета директоров Live Nation Entertainment.
Компания Endeavor стала публичной в 2021 году, а Эмануэль владеет пакетом акций стоимостью около 480 миллионов долларов, по данным Bloomberg.
Он и Патрик Уайтселл также являются со-генеральными директорами IMG, глобальной компании по менеджменту спорта, мероприятий и кадров со штаб-квартирой в Нью-Йорке.